# Публій Корнелій Скапула
Пу́блій Корне́лій Ска́пула (також можливо його звали Публій Корнелій Сципіон Барбат, лат. Publius Cornelius Scapula, можливо Publius Cornelius Scipio Barbatus; IV століття до н. е.) — політичний, державний та військовий діяч Римської республіки, консул 328 року до н. е.

## Біографія
Походив з патриціанського роду Корнеліїв, його гілки Скапула. Про батьків, дитячі роки його відомостей немає. Згідно з деякими джерелами його когномен з агноменом був Сципіон Барбат. Братом або сином Скапули можливо був Публій Корнелій Калусса, великий понтифік.
328 року до н. е. його було обрано консулом разом з Публієм Плавцієм Прокулом. Під час їхнього консулату Римська республіка війни не вела, із значущих подій окрім виводу колонії до Фрегелли.
З того часу про подальшу долю Публія Корнелія Скапули згадок немає.
Згідно з пошкодженими фрагментами Капітолінських фаст та їхнім тлумаченням не виключена можливість того, що 362 року до н. е. він був начальником кінноти при тодішньому диктаторі Аппії Клавдії Крассі Інрегілленсі. Але можливо це був його батько чи інший родич. 
Існує припущення, що у 1947 році було знайдено гробницю Публія Корнелія Скапули. Проте стосовно цього є суперечки, оскільки частину напису пошкоджено [джерело?].